# 亨加美·加齊亞尼
亨加美·加齊亞尼（波斯語：هنگامه قاضیانی；1970年5月20日—）是一名伊朗女演员和翻译家。她获得了各种荣誉，包括两个Crystal Simorgh奖、一个哈菲茲獎和一个伊朗电影庆典奖（Iran Cinema Celebration Award）。她于2022年11月在阿米尼示威期间因公开支持示威者而被伊朗政府逮捕。